# فهرست آثار ملی شهرستان پلدختر
شهرستان پلدختر یکی از شهرستان‌های استان لرستان در ایران است که در جنوب این استان قرار گرفته است. پلدختر یک شهرستان کوهستانی و در میان کوه‌های سر به فلک کشیده زاگرس واقع شده است. این شهرستان بخاطر روی‌دادن بزرگترین زمین‌لغزش جهان و نیز کشف یکی از بزرگ‌ترین گنج‌های تاریخ از غار کلماکره شهرت جهانی دارد. نام پلدختر به هر دو صورت «پُلِ دُختر» و «پُلْ‌دُختر» تلفظ می‌شود و هر دو تلفظ صحیح است.

## آثار ثبت‌شده
| ردیف | نام اثر                             | نگاره          | دیرینگی                                          | موقعیت                                                                         | شمارهٔ ثبت | تاریخ ثبت  | منبع  |
| ---- | ----------------------------------- | -------------- | ------------------------------------------------ | ------------------------------------------------------------------------------ | --------- | ---------- | ----- |
| ۱    | قلعه بهرام                          | بارگذاری تصویر | ساسانی                                           | ۲۰ کیلومتری شمال غربی، در مسیر جاده پل دختر به خرم‌آباد                         | ۴۰۰۰      | ۱۳۸۰/۰۷/۱۰ | [ ۱ ] |
| ۲    | محوطه بر دبل چغا سلمان              | بارگذاری تصویر | تاریخی                                           | بخش معمولان، ۵۰۰ م روستای چقا سلمان                                            | ۴۰۷۰      | ۱۳۸۰/۰۷/۱۰ | [ ۲ ] |
| ۳    | محوطه گورستان گر زور                |                | پیش از تاریخ                                     | دهستان بلائی، ۷ کیلومتری غرب پران پرویز                                        | ۴۰۷۱      | ۱۳۸۰/۰۷/۱۰ |       |
| ۴    | محوطه رنگین بان                     |                | تاریخی ـ اسلامی                                  | بخش مرکزی، دهستان جلوگیری، روستای پاعلم                                        | ۴۰۷۲      | ۱۳۸۰/۰۷/۱۰ |       |
| ۵    | قبرستان تنگسلیلم                    |                | پیش از تاریخ                                     | دهستان جلوگیر، ۲/۵ کیلومتری شمال روستای چم گز                                  | ۴۰۷۳      | ۱۳۸۰/۰۷/۱۰ |       |
| ۶    | گورستان چشمه کیوتنگ                 |                | پیش از تاریخ                                     | بخش مرکزی، دهستان جلوگیر                                                       | ۴۰۷۴      | ۱۳۸۰/۰۷/۱۰ |       |
| ۷    | گنبد بابازید/ بویزه                 |                | سلجوقیان                                         | بخش مرکزی، روستای بابازید                                                      | ۴۰۷۵      | ۱۳۸۰/۰۷/۱۰ |       |
| ۸    | طاق پل دهیان                        |                | تاریخی                                           | بخش معمولان، منطقه هیان، روستای طاق پل                                         | ۴۰۷۶      | ۱۳۸۰/۰۷/۱۰ |       |
| ۹    | قبرستان کرفه                        |                | پیش از تاریخ                                     | ۴ کیلومتری غرب پران پرویز                                                      | ۴۰۷۷      | ۱۳۸۰/۰۷/۱۰ |       |
| ۱۰   | گورستان چال کره هلوش                |                | پیش از تاریخ                                     | لرستان، ۱۷ کیلومتری غرب پل دختر                                                | ۴۰۷۸      | ۱۳۸۰/۰۷/۱۰ |       |
| ۱۱   | محوطه چین زال                       |                | تاریخی ـ اسلامی                                  | بخش مرکزی، دهستان چلوگیر، روستای پاعلم                                         | ۴۰۷۹      | ۱۳۸۰/۰۷/۱۰ |       |
| ۱۲   | تپه سرکلو کرفه                      |                | تاریخی                                           | بخش مرکزی، دهستان ملاوی، روسنای پران پرویز                                     | ۴۰۸۰      | ۱۳۸۰/۰۷/۱۰ |       |
| ۱۳   | قلعه کوش خران/ خروش                 |                | سلجوقیان                                         | بخش معمولان، دهستان میانکوه، روستای سرچک دادآباد                               | ۴۱۴۷      | ۱۳۸۰/۰۷/۱۰ |       |
| ۱۴   | آرامگاه خلیل اکبر                   |                | صفویه                                            | روستای خلیل اکبر                                                               | ۴۳۶۸      | ۱۳۸۰/۰۹/۰۵ |       |
| ۱۵   | قلعه برآفتاب چمشک                   |                | اشکانی (پارت)                                    | بخش معمولان، روستای چشمک                                                       | ۹۹۹۲      | ۱۳۸۲/۰۶/۲۳ |       |
| ۱۶   | قلعه اسفندیار                       |                | قاجاریه                                          | بخش معمولان، دهستان میانکوه، روستای ریخان                                      | ۹۹۹۳      | ۱۳۸۲/۰۶/۲۳ |       |
| ۱۷   | قلعه آبشوره چمشک                    |                | اشکانی (پارت)                                    | بخش معمولان، دهستان میانکوه شرقی، ۳ کیلومتری روستای چمشک                       | ۹۹۹۴      | ۱۳۸۲/۰۶/۲۳ |       |
| ۱۸   | قلعه خلیل اکبر                      |                | اشکانی (پارت)                                    | بخش معمولان، دهستان میانکوه شرقی، روستای خلیل اکبر                             | ۹۹۹۵      | ۱۳۸۲/۰۶/۲۳ |       |
| ۱۹   | آرامگاه سهل‌الدین                    |                | اسلامی                                           | بخش مرکزی، دهستان جایدر، روستای تیل کش                                         | ۹۹۹۶      | ۱۳۸۲/۰۶/۲۳ |       |
| ۲۰   | محوطه و بنای آخوررخش                |                | پیش از تاریخ                                     | بخش مرکزی، دهستان جلوگیر، روستای چم گرداب                                      | ۱۱۲۳۵     | ۱۳۸۳/۰۹/۰۷ |       |
| ۲۱   | غارکلماکره                          |                | ایلامی                                           | بخش مرکزی، دهستان جایدر، روستای طاق ملک حسین، ارتفاعات کوه هله                 | ۱۳۱۱۹     | ۱۳۸۴/۰۵/۲۲ |       |
| ۲۲   | آسیاب پشت تنگ                       |                | قرون متاخر اسلامی                                | بخش مرکزی، دهستان جایدر، ۵ کیلومتری جنوب روستای میدان بزرگ                     | ۱۸۴۳۰     | ۱۳۸۵/۱۲/۲۸ |       |
| ۲۳   | محوطه پشت تنگ                       |                | عیلامی                                           | بخش مرکزی، دهستان جایدر، ۲/۵ کیلومتری جنوب روستای میدان بزرگ                   | ۱۸۴۳۱     | ۱۳۸۵/۱۲/۲۸ |       |
| ۲۴   | گورستان کرفه                        |                | عیلامی                                           | بخش مرکزی، دهستان ملاوی، ۲/۵ کیلومتری غرب روستای پران پرویز                    | ۱۸۴۳۲     | ۱۳۸۵/۱۲/۲۸ |       |
| ۲۵   | گورستان خضر ۲                       |                | عیلامی                                           | بخش مرکزی، دهستان جایدر، دو کیلومتری جنوب غرب روستای چم مهر                    | ۱۸۴۳۳     | ۱۳۸۵/۱۲/۲۸ |       |
| ۲۶   | گورستان خضر ۱                       |                | اشکانی                                           | بخش مرکزی، دهستای جایدر، دو کیلومتری جنوب غرب روستای چم مهر                    | ۱۸۴۳۴     | ۱۳۸۵/۱۲/۲۸ |       |
| ۲۷   | گورستان دره جرجر                    |                | هزاره اول ق‌م                                     | بخش مرکزی، دهستان جایدر، ۱/۳ کیلومتری شمال شرق روستای ولیعصر                   | ۱۸۴۳۵     | ۱۳۸۵/۱۲/۲۸ |       |
| ۲۸   | محوطه کرفه                          |                | قرون میانه اسلامی                                | بخش مرکزی، دهستان ملاوی، ۲/۵ کیلومتری غرب روستای پران پرویز                    | ۱۸۴۳۶     | ۱۳۸۵/۱۲/۲۸ |       |
| ۲۹   | محوطه دو کوهه                       |                | هخامنشی ـ اشکانی ـ قرون میانه اسلامی             | بخش مرکزی، دهستان جایدر، ۵۰۰ م شمال روستای دو کوهه رشون                        | ۱۸۴۳۷     | ۱۳۸۵/۱۲/۲۸ |       |
| ۳۰   | تپه حسین                            |                | قرون میانه اسلامی                                | بخش مرکزی، دهستان جایدر، ۳۰۰ م جنوب غرب روستای هلوش                            | ۱۸۴۳۸     | ۱۳۸۵/۱۲/۲۸ |       |
| ۳۱   | تپه هلوش۲                           |                | عیلامی                                           | بخش مرکزی، دهستان جایدر، ۳۰۰ م جنوب شرق روستای هلوش                            | ۱۸۴۳۹     | ۱۳۸۵/۱۲/۲۸ |       |
| ۳۲   | تپه سنگر                            |                | عیلامی                                           | بخش مرکزی، دهستان جایدر، یک کیلومتری غرب روستای هلوش                           | ۱۸۴۴۰     | ۱۳۸۵/۱۲/۲۸ |       |
| ۳۳   | محوطه بن درکی ۵                     |                | شوشان ـ هزاره ۴ ق. م                             | بخش مرکزی، دهستان جایدر، ۲/۵ کیلومتری غرب روستای چم گردله                      | ۱۸۴۴۱     | ۱۳۸۵/۱۲/۲۸ |       |
| ۳۴   | محوطه سه داران                      |                | عیلامی ـ هخامنشی ـ اسلامی                        | بخش مرکزی، دهستان جایدر، ۳۰۰ م شمال غرب روستای بدر بکر                         | ۱۸۴۴۲     | ۱۳۸۵/۱۲/۲۸ |       |
| ۳۵   | محوطه خضر                           |                | هزاره ۵ ق‌م ـ عیلامی ـ ساسانی                     | بخش مرکزی دهستان جایدر، دو کیلومتری جنوب غرب روستای چم مهر                     | ۱۸۴۴۳     | ۱۳۸۵/۱۲/۲۸ |       |
| ۳۶   | محوطه ماربوره                       |                | هزاره ۴ ق و. م                                   | بخش مرکزی، دهستان جایدر، ۳/۵ کیلومتری جنوب غرب روستای چم مهر                   | ۱۸۴۴۴     | ۱۳۸۵/۱۲/۲۸ |       |
| ۳۷   | تپه هلوش ۱                          |                | قرون اولیه اسلامی                                | بخش مرکزی، دهستان جایدر، چسبیده به جنوب روستای هلوش                            | ۱۸۴۴۵     | ۱۳۸۵/۱۲/۲۸ |       |
| ۳۸   | محوطه بابا خوارزم ۱                 |                | قرون میانه اسلامی                                | بخش مرکزی، دهستان جایدر، ۳۰۰ م جنوب غرب روستای بابا خوارزم علیا                | ۱۸۴۴۶     | ۱۳۸۵/۱۲/۲۸ |       |
| ۳۹   | محوطه قلا                           |                | عیلام ـ هخامنشی                                  | بخش مرکزی، دهستان جایدر، ۳ کیلومتری غرب روستای چم گردله                        | ۱۸۴۴۷     | ۱۳۸۵/۱۲/۲۸ |       |
| ۴۰   | محوطه دار خرما                      |                | عیلام                                            | بخش مرکزی، دهستان جایدر، ۸ کیلومتری جنوب شرق روستای چاله                       | ۱۸۴۴۸     | ۱۳۸۵/۱۲/۲۸ |       |
| ۴۱   | محوطه بابا خوارزم ۲                 |                | قرون میانه اسلامی                                | بخش مرکزی، دهستان جایدر، ۵۰۰ م غرب روستای بابا خوارزم سفلی                     | ۱۸۴۴۹     | ۱۳۸۵/۱۲/۲۸ |       |
| ۴۲   | تپه بلمسکو                          |                | قرون میانه اسلامی                                | بخش مرکزی، دهستان جایدر، ۵۰۰ م جنوب شرق روستای ولیعصر                          | ۱۸۴۵۰     | ۱۳۸۵/۱۲/۲۸ |       |
| ۴۳   | آرامگاه طاق گورستان مله             |                | قاجاریه                                          | بخش مرکزی، دهستان جایدر، ۷۰۰ م جنوب شرق روستای گری بلمک                        | ۱۸۴۵۱     | ۱۳۸۵/۱۲/۲۸ |       |
| ۴۴   | محوطه بن درکی ۱                     |                | عیلام                                            | بخش مرکزی، دهستان جایدر، ۳ کیلومتری غرب روستای چم گردله                        | ۱۸۴۵۲     | ۱۳۸۵/۱۲/۲۸ |       |
| ۴۵   | آرامگاه گمه گنجه                    |                | قرن دو تا ۵ ه‍.ق                                   | بخش مرکزی، دهستان جایدر، ۱/۵ کیلومتری جنوب شرق روستای چال کل چوبتراش           | ۱۸۴۵۳     | ۱۳۸۵/۱۲/۲۸ |       |
| ۴۶   | محوطه کلک عیسی                      |                | اواسط هزاره ۳ ق. م                               | بخش مرکزی، دهستان جایدر، ۱/۲ کیلومتری جنوب روستای میدان بزرگ                   | ۱۸۴۵۴     | ۱۳۸۵/۱۲/۲۸ |       |
| ۴۷   | محوطه کلک چم مهر                    |                | ساسانی ـ قرون اولیه اسلامی                       | بخش مرکزی، دهستان جایدر، ۱/۲ کیلومتری غرب روستای چم مهر                        | ۱۸۴۵۵     | ۱۳۸۵/۱۲/۲۸ |       |
| ۴۸   | محوطه قلایچه                        |                | اشکانی                                           | بخش مرکزی، دهستان جایدر، یک کیلومتری شمال شرق روستای ولیعصر                    | ۱۸۴۵۶     | ۱۳۸۵/۱۲/۲۸ |       |
| ۴۹   | محوطه بن درکی ۲                     |                | قرون میانه اسلامی                                | بخش مرکزی، دهستان جایدر، ۲/۵ کیلومتری غرب روستای چم گردله                      | ۱۸۴۵۷     | ۱۳۸۵/۱۲/۲۸ |       |
| ۵۰   | گورستان چاله ۲                      |                | اشکانی                                           | بخش مرکزی، دهستان جایدر، دو کیلومتری جنوب روستای چاله                          | ۱۸۴۵۸     | ۱۳۸۵/۱۲/۲۸ |       |
| ۵۱   | قلعه دو کوهه                        |                | قرون متأخر اسلامی                                | بخش مرکزی، دهستان جایدر، ۵۰۰ م شمال روستای دو کوهه رشون                        | ۱۸۴۵۹     | ۱۳۸۵/۱۲/۲۸ |       |
| ۵۲   | آسیاب‌آبی چال کل                     |                | ساسانی                                           | بخش مرکزی، دهستان جایدر، ۱۰۰ م جنوب روستای چال کل چوبتراش                      | ۱۸۴۶۰     | ۱۳۸۵/۱۲/۲۸ |       |
| ۵۳   | محوطه قلعه بردی یک                  |                | ساسانی                                           | بخش مرکزی، دهستان جایدر، ۳ کیلومتری شمال شرق روستای ولیعصر                     | ۱۸۴۶۱     | ۱۳۸۵/۱۲/۲۸ |       |
| ۵۴   | گورستان چغا ملک                     |                | مفرغ                                             | بخش مرکزی، دهستان جایدر، ۲۵۰ م جنوب روستای میدان بزرگ                          | ۱۸۴۶۲     | ۱۳۸۵/۱۲/۲۸ |       |
| ۵۵   | محوطه در مره                        |                | هزاهر ۵ و۳ ق‌م ـ تاریخی ـ قرن ۴ و ۵ ق             | بخش مرکزی، دهستان جایدر، یک کیلومتری غرب روستای میدان بزرگ                     | ۱۸۴۶۳     | ۱۳۸۵/۱۲/۲۸ |       |
| ۵۶   | گورستان چاله ۱                      |                | آهن                                              | بخش مرکزی، دهستان جایدر، ۲۵۰ م شمال غرب روستای چاله                            | ۱۸۴۶۴     | ۱۳۸۵/۱۲/۲۸ |       |
| ۵۷   | تپه کلک                             |                | هزاره ۵ و ۶ ق. م ـ مفرغ ـ قرون اولیه اسلامی      | بخش مرکزی، دهستان جایدر، یک کیلومتری جنوب شرق روستای چال کل چوبتراش            | ۱۸۴۶۵     | ۱۳۸۵/۱۲/۲۸ |       |
| ۵۸   | محوطه مالگه چوبتراش                 |                | هزاره ۵ ق‌م ـ ساسانی                              | بخش مرکزی، دهستان جایدر، ۱/۷ کیلومتری جنوب شرق روستای چال کله چوبتراش          | ۱۸۴۶۶     | ۱۳۸۵/۱۲/۲۸ |       |
| ۵۹   | محوطه قلعه بردی دو                  |                | عصر آهن ۳ ـ اشکانی                               | بخش مرکزی، دهستان جایدر، ۲/۵ کیلومتری شمال شرق روستای ولیعصر                   | ۱۸۴۶۷     | ۱۳۸۵/۱۲/۲۸ |       |
| ۶۰   | محوطه کلک اسد مراد                  |                | نوسنگی                                           | بخش مرکزی، دهستان جایدر، ۱/۵ کیلومتری جنوب روستای میدان بزرگ                   | ۱۸۴۶۸     | ۱۳۸۵/۱۲/۲۸ |       |
| ۶۱   | محوطه مالگه گول رحمتی               |                | مفرغ                                             | بخش مرکزی، دهستان جایدر، ۱/۷ کیلومتری جنوب شرق روستای چال کل چوبتراش           | ۱۸۴۶۹     | ۱۳۸۵/۱۲/۲۸ |       |
| ۶۲   | تپه باغ جایدر                       |                | قرون میانه و متاخر اسلامی                        | بخش مرکزی، دهستان جایدر، ۴۰۰شمال شرق روستای باغ جایدر                          | ۱۸۴۷۰     | ۱۳۸۵/۱۲/۲۸ |       |
| ۶۳   | پل تلخاب                            |                | ساسانی                                           | بخش مرکزی، دهستان جلوگیر، ۵۰۰ م غرب روستای برج کبود                            | ۱۸۴۷۱     | ۱۳۸۵/۱۲/۲۸ |       |
| ۶۴   | محوطه زعفران                        |                | آهن ـ اشکانی ـ ساسانی                            | بخش مرکزی، دهستان جایدر، ۴/۵ کیلومتری جنوب شرق روستای چاله                     | ۱۸۴۷۲     | ۱۳۸۵/۱۲/۲۸ |       |
| ۶۵   | تپه چفت                             |                | قرون میانی اسلامی                                | بخش مرکزی، دهستان جایدر، ۷۰۰ م جنوب شرق روستای باغ جایدر                       | ۱۸۴۷۳     | ۱۳۸۵/۱۲/۲۸ |       |
| ۶۶   | محوطه دره گرگ                       |                | عصر آهن                                          | بخش مرکزی، دهستان جایدر ۲/۸ کیلومتری جنوب روستای میدان بزرگ                    | ۱۸۴۷۴     | ۱۳۸۵/۱۲/۲۸ |       |
| ۶۷   | چهارطاقی او طاق                     |                | ساسانی                                           | بخش مرکزی، دهستان جایدر، یک کیلومتری جنوب شرق روستای چال کل چوبتراش            | ۱۸۴۷۵     | ۱۳۸۵/۱۲/۲۸ |       |
| ۶۸   | محوطه ره بند چل                     |                | عیلامی                                           | بخش مرکزی، دهستان جایدر، ۲/۵ کیلومتری جنوب غرب روستای بابا خوارزم علیا         | ۱۸۴۷۶     | ۱۳۸۵/۱۲/۲۸ |       |
| ۶۹   | محوطه میدان بزرگ                    |                | قرون میانه اسلامی                                | بخش مرکزی، دهستان جایدر، شمال روستای میدان بزرگ                                | ۱۸۴۷۷     | ۱۳۸۵/۱۲/۲۸ |       |
| ۷۰   | محوطه کلنگ پرویی                    |                | عصر آهن ۳                                        | بخش مرکزی، دهستان جایدر، ۳/۵ کیلومتری شمال شرق روستای ولیعصر                   | ۱۸۴۷۸     | ۱۳۸۵/۱۲/۲۸ |       |
| ۷۱   | آسیاب کرفه ۱                        |                | قرون متأخر اسلامی                                | بخش مرکزی، دهستان ملاوی، ۲/۵ کیلومتری غرب روستای پران پرویز                    | ۱۸۴۷۹     | ۱۳۸۵/۱۲/۲۸ |       |
| ۷۲   | گورستان طاق ملک حسین                |                | اشکانی                                           | بخش مرکزی، دهستان جایدر، شمال غربی روستای طاق ملک حسین                         | ۲۰۰۷۶     | ۱۳۸۶/۰۸/۲۲ |       |
| ۷۳   | تپه برکه                            |                | هزاره اول ق م                                    | بخش معمولان، دهستان افزینه، ۲۳۰۰ م جنوب روستای اپده                            | ۲۰۰۷۷     | ۱۳۸۶/۰۸/۲۲ |       |
| ۷۴   | تپه می‌گرو                           |                | هزاره یک ق‌م ـ اشکانی                             | بخش مرکزی، دهستان میان کوه غربی، ۵۰۰ م شمال غرب روستای کمچه کله                | ۲۰۰۹۲     | ۱۳۸۶/۰۸/۲۲ |       |
| ۷۵   | تپه مورانی                          |                | سده‌های ۸–۱۰ ه‍.ق                                   | بخش مرکزی، دهستان ملاوی، ۲۰۰ م شرق روستای مورانی                               | ۲۰۰۹۳     | ۱۳۸۶/۰۸/۲۲ |       |
| ۷۶   | آسیاب گل گل ۳                       |                | صفویه                                            | بخش مرکزی، دهستان ملاوی، ۴۰۰ م جنوب غرب روستای گل گل علیا                      | ۲۰۰۹۴     | ۱۳۸۶/۰۸/۲۲ |       |
| ۷۷   | آرامگاه طاق پینوه                   |                | قاجاریه                                          | بخش مرکزی، دهستان میان کوه غربی، ۱۳۰۰ م شمال روستای زورآزما                    | ۲۰۰۹۵     | ۱۳۸۶/۰۸/۲۲ |       |
| ۷۸   | تپه بن درکی ۳                       |                | ساسانی                                           | بخش مرکزی، دهستان جایدر، ۳/۲ کیلومتری جنوب غرب روستای چم گردله                 | ۲۰۰۹۶     | ۱۳۸۶/۰۸/۲۲ |       |
| ۷۹   | آسیاب دم ژلو ۲                      |                | صفویه                                            | بخش مرکزی، دهستان ملاوی، ۶۰۰ م شرق روستای دم ژلو                               | ۲۰۰۹۷     | ۱۳۸۶/۰۸/۲۲ |       |
| ۸۰   | آسیاب دم ژلو ۱                      |                | صفویه                                            | بخش مرکزی، دهستان ملاوی، ۴۰۰ م شرق روستای دم ژلو                               | ۲۰۰۹۸     | ۱۳۸۶/۰۸/۲۲ |       |
| ۸۱   | آسیاب کرفه ۳                        |                | صفویه                                            | بخش مرکزی، دهستان ملاوی، ۳ کیلومتری غرب روستای پران پرویز                      | ۲۰۰۹۹     | ۱۳۸۶/۰۸/۲۲ |       |
| ۸۲   | قلعه پاعلم                          |                | ساسانی ـ قرون دو ۳ ه‍.ق                            | بخش مرکزی، دهستان جلوگیر، ۵۰۰ م جنوب روستای پاعلم                              | ۲۰۱۰۰     | ۱۳۸۶/۰۸/۲۲ |       |
| ۸۳   | تپه تخته‌شیر                         |                | قرون میانه اسلامی                                | بخش مرکزی، دهستان میان کوه غربی، ۲۵۰ م شرق روستای تخته شیر                     | ۲۰۱۰۱     | ۱۳۸۶/۰۸/۲۲ |       |
| ۸۴   | تپه ملیم دول ۱                      |                | ساسانی                                           | بخش معمولان، دهستان معمولان، ۵۰۰ م غرب روستای طاق پل                           | ۲۰۱۰۲     | ۱۳۸۶/۰۸/۲۲ |       |
| ۸۵   | تپه بن زوره                         |                | هزاره یک ق‌م                                      | بخش مرکزی، دهستان جایدر، ۵۰۰ م جنوب شرق روستای طاق ملک حسین                    | ۲۰۱۰۳     | ۱۳۸۶/۰۸/۲۲ |       |
| ۸۶   | تپه گور غوری                        |                | ساسانی                                           | بخش مرکزی، دهستان جلوگیر، ۴ کیلومتری شرق روستای دره خزینه                      | ۲۰۱۰۴     | ۱۳۸۶/۰۸/۲۲ |       |
| ۸۷   | تپه چناره ۲                         |                | هزاره ۳ ق‌م                                       | بخش معمولان، دهستان معمولان، شرق روستای چناره                                  | ۲۰۱۰۵     | ۱۳۸۶/۰۸/۲۲ |       |
| ۸۸   | تپه چناره ۴                         |                | هخامنشی                                          | بخش معمولان، دهستان معمولان، ۱۰۰۰ م جنوب روستای چناره                          | ۲۰۱۰۶     | ۱۳۸۶/۰۸/۲۲ |       |
| ۸۹   | تپه چناره ۳                         |                | اشکانی ـ ساسانی                                  | بخش معمولان، دهستان معمولان، ۳۵۰ م جنوب شرق روستای چناره                       | ۲۰۱۰۷     | ۱۳۸۶/۰۸/۲۲ |       |
| ۹۰   | گورستان کرف کوه                     |                | هزاره یک ق‌م                                      | بخش مرکزی، دهستان میان کوه غربی، ۱۱۰۰ م جنوب روستای سادات سید علی              | ۲۰۱۰۸     | ۱۳۸۶/۰۸/۲۲ |       |
| ۹۱   | آرامگاه طاق شفیع                    |                | قاجاریه                                          | بخش مرکزی، دهستان میان کوه غربی، ۵۰ م جنوب روستای چاه شیرین                    | ۲۰۱۰۹     | ۱۳۸۶/۰۸/۲۲ |       |
| ۹۲   | تپه چناره ۱                         |                | مفرغ ـ اشکانی ـ ساسانی                           | بخش معمولان، دهستان معولان، ۱۰۰۰ م جنوب روستای چناره                           | ۲۰۱۱۰     | ۱۳۸۶/۰۸/۲۲ |       |
| ۹۳   | آسیاب کرفه ۵                        |                | صفویه                                            | بخش مرکزی، دهستان ملاوی، ۳ کیلومتری غرب روستای پران پرویز                      | ۲۰۱۱۱     | ۱۳۸۶/۰۸/۲۲ |       |
| ۹۴   | تپه کلک بابا بهرام                  |                | قرون میانه اسلامی                                | بخش مرکزی، دهستان ملاوی، ۲۰۰ م جنوب شرق روستای بابا بهرام                      | ۲۰۱۱۲     | ۱۳۸۶/۰۸/۲۲ |       |
| ۹۵   | گورستان دم ژلو                      |                | مفرغ ـ اشکانی                                    | بخش مرکزی، دهستان ملاوی، ۱۵۰ م جنوب روستای دم ژلو                              | ۲۰۱۱۳     | ۱۳۸۶/۰۸/۲۲ |       |
| ۹۶   | محوطه پیر کره                       |                | ساسانی                                           | بخش مرکزی، دهستان جلوگیر، ۵ کیلومتری شمال روستای دره خزینه                     | ۲۰۱۱۴     | ۱۳۸۶/۰۸/۲۲ |       |
| ۹۷   | محوطه کلاته                         |                | هزاره ۵ تا دو ق‌م ـ تاریخی                        | بخش مرکزی، دهستان جایدر، ۵ کیلومتری غرب روستای چم مهر                          | ۲۰۱۱۵     | ۱۳۸۶/۰۸/۲۲ |       |
| ۹۸   | محوطه تپه گچی                       |                | قرون میانه اسلامی                                | بخش معمولان، دهستان افرینه، شرق جاده ارتباطی معمولان به پلدختر، روستای بن زهره | ۲۰۱۱۶     | ۱۳۸۶/۰۸/۲۲ |       |
| ۹۹   | آسیاب گل گل ۱                       |                | صفویه                                            | بخش مرکزی، دهستان ملاوی، ۲/۲ کیلومتری شمال غرب روستای گل گل علیا               | ۲۰۱۱۷     | ۱۳۸۶/۰۸/۲۲ |       |
| ۱۰۰  | محوطه بن قمر                        |                | اشکانی ـ ساسانی                                  | بخش معمولان، دهستان معمولان، ۲۵۰ م جنوب روستای سر فراش                         | ۲۰۱۱۸     | ۱۳۸۶/۰۸/۲۲ |       |
| ۱۰۱  | محوطه مازچو کله                     |                | هزاره ۴ ق‌م                                       | بخش مرکزی، دهستان میان کوه غربی، ۵۰۰ م جنوب غرب روستای سادات سید علی           | ۲۰۱۱۹     | ۱۳۸۶/۰۸/۲۲ |       |
| ۱۰۲  | تپه بن درکی ۴                       |                | ساسانی                                           | بخش مرکزی، دهستان جایدر، ۳٫۵ کیلومتری جنوب غرب روستای چم گردله                 | ۲۰۱۲۰     | ۱۳۸۶/۰۸/۲۲ |       |
| ۱۰۳  | تپه چاه آب                          |                | هزاره یک ق‌م                                      | بخش معمولان، دهستان افزینه، ۳۰۰۰ م جنوب شرق روستای اپده                        | ۲۰۱۲۱     | ۱۳۸۶/۰۸/۲۲ |       |
| ۱۰۴  | تپه خرسدر                           |                | قرون متاخر اسلامی ـ ساسانی ـ قرون اولیه اسلامی   | بخش مرکزی، دهستان ملاوی، ۷۵۰ م شمال روستای خرسدر سفلی                          | ۲۰۱۲۲     | ۱۳۸۶/۰۸/۲۲ |       |
| ۱۰۵  | آسیاب گل گل ۴                       |                | صفویه                                            | بخش مرکزی، دهستان ملاوی، ۵۰۰ م جنوب شرق روستای گل گل علیا                      | ۲۰۱۲۳     | ۱۳۸۶/۰۸/۲۲ |       |
| ۱۰۶  | گورستان تخته شیر                    |                | اشکانی                                           | بخش مرکزی، دهستان میان کوه غربی، ۱۵۰۰ م شمال غرب روستای تخته شیر               | ۲۰۱۲۴     | ۱۳۸۶/۰۸/۲۲ |       |
| ۱۰۷  | گورستان گول                         |                | ساسانی                                           | بخش مرکزی، دهستان جلوگیر، ۴ کیلومتری شرق روستای دره خزینه                      | ۲۰۱۲۵     | ۱۳۸۶/۰۸/۲۲ |       |
| ۱۰۸  | حوض سنگی سیل باغ گل گل              |                | صفویه                                            | بخش مرکزی، دهستان ملاوی، غرب روستای باغ گل گل                                  | ۲۰۱۲۶     | ۱۳۸۶/۰۸/۲۲ |       |
| ۱۰۹  | گورستان تخته شیر                    |                | هزاره یک ق‌م                                      | بخش مرکزی، دهستان میان کوه غربی، ۲۵۰ م جنوب روستای چاه شیرین                   | ۲۰۱۲۷     | ۱۳۸۶/۰۸/۲۲ |       |
| ۱۱۰  | آسیاب کرفه ۴                        |                | صفویه                                            | بخش مرکزی، دهستان ملاوی، ۳ کیلومتری غرب روستای پران پرویز                      | ۲۰۱۲۸     | ۱۳۸۶/۰۸/۲۲ |       |
| ۱۱۱  | تپه بن عباس مهدی                    |                | ساسانی                                           | بخش معمولان، دهستان معمولان، ۵۰۰ م غرب روستای بن عباس مهدی                     | ۲۰۱۲۹     | ۱۳۸۶/۰۸/۲۲ |       |
| ۱۱۲  | محوطه غوت                           |                | هزاره یک ق‌م                                      | بخش معمولان، دهستان افرینه، ۲۵۰۰ م جنوب غرب روستای اپده                        | ۲۰۱۳۰     | ۱۳۸۶/۰۸/۲۲ |       |
| ۱۱۳  | تپه دول گپ                          |                | هزاره ۱ق‌م                                        | بخش معمولان، دهستان افرینه، ۲۰۰۰ م جنوب غرب روستای اپده                        | ۲۰۱۳۱     | ۱۳۸۶/۰۸/۲۲ |       |
| ۱۱۴  | آسیاب گل گل ۲                       |                | صفویه                                            | بخش مرکزی، دهستان ملاوی، ۱/۴ کیلومتری غرب روستای گل گل علیا                    | ۲۰۱۳۲     | ۱۳۸۶/۰۸/۲۲ |       |
| ۱۱۵  | تپه ملیم دول ۲                      |                | ساسانی                                           | بخش معمولان، دهستان معمولان، ۵۰۰ م جنوب روستای طاق پل                          | ۲۰۱۳۳     | ۱۳۸۶/۰۸/۲۲ |       |
| ۱۱۶  | تپه لیت بر                          |                | اشکانی ـ ساسانی                                  | بخش معمولان، دهستان افزینه، ۲۵۰ م جنوب غرب روستای لیت بر                       | ۲۰۱۳۴     | ۱۳۸۶/۰۸/۲۲ |       |
| ۱۱۷  | تپه تیمورآباد                       |                | صفویه                                            | بخش مرکزی، دهستان ملاوی، ۲۰۰ م شمال غرب روستای تیمور آباد                      | ۲۰۱۳۵     | ۱۳۸۶/۰۸/۲۲ |       |
| ۱۱۸  | آسیاب گل گل ۵                       |                | صفویه                                            | بخش مرکزی، دهستان ملاوی، ۳۰۰ م جنوب غرب روستای باغ گل گل                       | ۲۰۱۳۶     | ۱۳۸۶/۰۸/۲۲ |       |
| ۱۱۹  | آسیاب کرفه ۲                        |                | صفویه                                            | بخش مرکزی، دهستان ملاوی، ۳ کیلومتری غرب روستای پران پرویز                      | ۲۰۱۳۷     | ۱۳۸۶/۰۸/۲۲ |       |
| ۱۲۰  | تپه بن زوره                         |                | اواخر ساسانی ـ اوایل اسلامی                      | بخش مرکزی، دهستان جایدر، ۵۰۰ م جنوب شرق روستای طاق ملک حسین                    | ۲۰۴۹۷     | ۱۳۸۶/۱۰/۱۲ |       |
| ۱۲۱  | محوطه والی                          |                | مفرغ ـ آهن ـ تاریخی                              | بخش مرکزی، دهستان ملاوی، روستای گل گل سفلی                                     | ۲۳۲۳۶     | ۱۳۸۷/۰۶/۱۸ |       |
| ۱۲۲  | تپه کنی مهدی                        |                | نوسنگی ـ هزاره ۴ ق‌م                              | بخش مرکزی، دهستان ملاوی، روستای گل گل سفلی                                     | ۲۳۲۳۷     | ۱۳۸۷/۰۶/۱۸ |       |
| ۱۲۳  | غار دو در اشکفت گل گل سفلی          |                | تاریخی                                           | بخش مرکزی، دهستان ملاوی، روستای گل گل سفلی                                     | ۲۳۲۳۸     | ۱۳۸۷/۰۶/۱۸ |       |
| ۱۲۴  | پناهگاه صخره‌ای ریزهل ۱              |                | تاریخی                                           | بخش مرکزی، دهستان ملاوی، روستای گل گل سفلی                                     | ۲۳۲۳۹     | ۱۳۸۷/۰۶/۱۸ |       |
| ۱۲۵  | محوطه گری ولیعصر                    |                | تاریخی                                           | بخش ملاوی، دهستان جایدر، روستای ولیعصر                                         | ۲۳۲۴۰     | ۱۳۸۷/۰۶/۱۸ |       |
| ۱۲۶  | تپه میشکلان ۳                       |                | تاریخی                                           | بخش مرکزی، دهستان جایدر، روستای سراب جهانگیر                                   | ۲۳۲۴۱     | ۱۳۸۷/۰۶/۱۸ |       |
| ۱۲۷  | تپه میشکلان ۴                       |                | تاریخی                                           | بخش مرکزی، دهستان جایدر، روستای سراب جهانگیر                                   | ۲۳۲۴۲     | ۱۳۸۷/۰۶/۱۸ |       |
| ۱۲۸  | تپه میشکلان ۲                       |                | تاریخی                                           | بخش مرکزی، دهستان جایدر، روستای سراب جهانگیر                                   | ۲۳۲۴۳     | ۱۳۸۷/۰۶/۱۸ |       |
| ۱۲۹  | پناهگاه صخره‌ای طول کش               |                | پارینه سنگی جدید                                 | بخش مرکزی، دهستان ملاوی، روستای خرسدر                                          | ۲۴۲۴۷     | ۱۳۸۷/۱۰/۱۵ |       |
| ۱۳۰  | پناهگاه صخره‌ای اشکفت دوم بابا بهرام |                | پارینه سنگی جدید                                 | بخش مرکزی، دهستان ملاوی، روستای بابا بهرام                                     | ۲۴۲۴۸     | ۱۳۸۷/۱۰/۱۵ |       |
| ۱۳۱  | پناهگاه صخره‌ای تنگ پشت وره زرد      |                | پارینه سنگی جدید                                 | بخش مرکزی، دهستان ملاوی، روستای وره زرد                                        | ۲۴۲۴۹     | ۱۳۸۷/۱۰/۱۵ |       |
| ۱۳۲  | پناهگاه صخره‌ای سرگرته               |                | پارینه سنگی جدید ـ تاریخی                        | بخش معمولان، دهستان افرینه، روستای پل یاور                                     | ۲۴۲۵۰     | ۱۳۸۷/۱۰/۱۵ |       |
| ۱۳۳  | پناهگاه صخره‌ای والی                 |                | پارینه سنگی جدید                                 | بخش مرکزی، دهستان ملاوی، روستای گل گل سفلی                                     | ۲۴۲۵۱     | ۱۳۸۷/۱۰/۱۵ |       |
| ۱۳۴  | پناهگاه صخره‌ای شاپور۱               |                | پارینه سنگی جدید                                 | بخش مرکزی، دهستان جلوگیر، روستای ده بزرگ کرکی                                  | ۲۴۲۵۲     | ۱۳۸۷/۱۰/۱۵ |       |
| ۱۳۵  | غار خران                            |                | پارینه سنگی جدید                                 | بخش مرکزی، دهستان جلوگیر، روستای ده بزرگ کرکی                                  | ۲۴۲۵۳     | ۱۳۸۷/۱۰/۱۵ |       |
| ۱۳۶  | اشکفت یک در اشکفت گل گل سفلی        |                | پارینه سنگی جدید ـ عصر آهن ۳                     | بخش مرکزی، دهستان ملاوی، روستای گل گل سفلی                                     | ۲۴۲۵۴     | ۱۳۸۷/۱۰/۱۵ |       |
| ۱۳۷  | غار پله                             |                | هزاره ۳ ق‌م                                       | بخش مرکز ی، دهستان جلوگیر، روستای ده بزرگ کرکی                                 | ۲۴۲۵۵     | ۱۳۸۷/۱۰/۱۵ |       |
| ۱۳۸  | پناهگاه صخره‌ای آوتاف ۴              |                | پارینه سنگی جدید                                 | ورودی شمالی شهر پلدختر                                                         | ۲۴۲۵۶     | ۱۳۸۷/۱۰/۱۵ |       |
| ۱۳۹  | تپه سراب جهانگیر                    |                | هزاره ۴ ق‌م ـ تاریخی                              | ۳ کیلومتری جنوب شهر پلدختر                                                     | ۲۴۲۵۷     | ۱۳۸۷/۱۰/۱۵ |       |
| ۱۴۰  | محوطه تنگ علی                       |                | هزاره ۴ ق‌م ـ تاریخی                              | شهر پلدختر                                                                     | ۲۴۲۵۸     | ۱۳۸۷/۱۰/۱۵ |       |
| ۱۴۱  | پناهگاه صخره‌ای دردیا ۱              |                | پارینه سنگی جدید ـ هزاره ۴ ق‌م                    | بخش مرکزی، دهستان جایدر، روستای دردیا (کاوه)                                   | ۲۴۲۵۹     | ۱۳۸۷/۱۰/۱۵ |       |
| ۱۴۲  | غار دودر                            |                | پارینه سنگی جدید                                 | بخش مرکزی، دهستان ملاوی، روستای گل گل سفلی                                     | ۲۴۲۶۰     | ۱۳۸۷/۱۰/۱۵ |       |
| ۱۴۳  | محوطه دردیا                         |                | هزاره ۴ ق‌م ـ اشکانی ـ ساسانی                     | بخش مرکزی، دهستان جایدر، روستای دردیا (کاوه کالی)                              | ۲۴۲۶۱     | ۱۳۸۷/۱۰/۱۵ |       |
| ۱۴۴  | غار اسکندری                         |                | پارینه سنگی جدید ـ هزاره ۳ ق‌م ـ تاریخی ـ ایلخانی | بخش مرکزی، دهستان جایدر، روستای چم مهر                                         | ۲۴۲۶۲     | ۱۳۸۷/۱۰/۱۵ |       |
| ۱۴۵  | پناهگاه صخره‌ای چول                  |                | پارینه سنگی جدید ـ تاریخی ـ قرن ۴ تا ۷ ه‍.ق        | بخش معمولان، دهستان افرینه، روستای پل یاور                                     | ۲۴۲۶۳     | ۱۳۸۷/۱۰/۱۵ |       |
| ۱۴۶  | پناهگاه صخره‌ای زردی دراشکفت         |                | اشکانی ـ ایلخانی                                 | بخش مرکزی، دهستان ملاوی، روستای گل گل سفلی                                     | ۲۴۲۶۴     | ۱۳۸۷/۱۰/۱۵ |       |
| ۱۴۷  | پناهگاه صخره‌ای ریز هل ۲             |                | پارینه سنگی جدید                                 | بخش مرکزی، دهستان ملاوی، روستای گل گل سفلی                                     | ۲۴۲۶۵     | ۱۳۸۷/۱۰/۱۵ |       |
| ۱۴۸  | غار آوتاف                           |                | پارینه سنگی                                      | ورودی شمالی شهر پلدختر                                                         | ۲۴۲۶۶     | ۱۳۸۷/۱۰/۱۵ |       |
| ۱۴۹  | پناهگاه صخره‌ای ولیعصر               |                | نوسنگی ـ مس و سنگ تا تاریخی                      | بخش مرکزی، دهستان جایدر، روستای میرآباد                                        | ۲۴۲۶۷     | ۱۳۸۷/۱۰/۱۵ |       |
| ۱۵۰  | محوطه پیرمار                        |                | پارینه سنگی جدید                                 | بخش مرکزی، دهستان میانکوه غربی، روستای پیرمار                                  | ۲۴۲۶۸     | ۱۳۸۷/۱۰/۱۵ |       |
| ۱۵۱  | پناهگاه صخره‌ای دراشفکت دومی         |                | پارینه سنگی جدید ـ تاریخی                        | بخش مرکزی، دهستان معمولان، روستای گل گل سفلی                                   | ۲۴۲۶۹     | ۱۳۸۷/۱۰/۱۵ |       |
| ۱۵۲  | گورستان کنی مهدی                    |                | تاریخی ـ قرن ۴ تا ۷ ه‍.ق                           | بخش مرکزی، دهستان ملاوی، روستای گل گل سفلی                                     | ۲۴۲۷۰     | ۱۳۸۷/۱۰/۱۵ |       |
| ۱۵۳  | پناهگاه صخره‌ای قلعه زنجیر           |                | پارینه سنگی جدید                                 | بخش مرکزی، دهستان جلوگیر، روستای ده بزرگ کرکی                                  | ۲۴۲۷۱     | ۱۳۸۷/۱۰/۱۵ |       |
| ۱۵۴  | پناهگاه صخره‌ای بن بازه ۱            |                | پارینه سنگی جدید ـ تاریخی                        | بخش مرکزی، دهستان جایدر، روستای چم مهر                                         | ۲۴۲۷۲     | ۱۳۸۷/۱۰/۱۵ |       |
| ۱۵۵  | پناهگاه صخره‌ای شاپور ۲              |                | پارینه سنگی جدید                                 | بخش مرکزی، دهستان جلوگیر، روستای ده بزرگ کرکی                                  | ۲۴۲۷۳     | ۱۳۸۷/۱۰/۱۵ |       |
| ۱۵۶  | پناهگاه صخره‌ای اشکفت یک کاوه کالی   |                | تاریخی                                           | بخش مرکزی، دهستان جایدر، روستای دردیا (کاوه کالی)                              | ۲۴۲۷۴     | ۱۳۸۷/۱۰/۱۵ |       |
| ۱۵۷  | پناهگاه صخره‌ای آوتاف ۲              |                | پارینه سنگی جدید                                 | بخش مرکزی، دو کیلومتری شمال شهر پلدختر                                         | ۲۴۲۷۵     | ۱۳۸۷/۱۰/۱۵ |       |
| ۱۵۸  | پناهگاه صخره‌ای تنگ پشت وره زرد ۲    |                | پارینه سنگی جدید                                 | بخش مرکزی، دهستان ملاوی، روستای وره زرد                                        | ۲۴۲۷۶     | ۱۳۸۷/۱۰/۱۵ |       |
| ۱۵۹  | پناهگاه صخره‌ای آوتاف ۳              |                | پارینه سنگی جدید                                 | ورودی شمالی شهر پلدختر                                                         | ۲۴۲۷۷     | ۱۳۸۷/۱۰/۱۵ |       |
| ۱۶۰  | گورستان هفت چشمه ریز هل             |                | اسلامی سده چهارم تا هفتم                         | بخش مرکزی، دهستان ملاوی، روستای گل گل سفلی                                     | ۲۴۲۷۸     | ۱۳۸۷/۱۰/۱۵ |       |
| ۱۶۱  | محوطه میشکلان ۱                     |                | هرازه ۳ ق‌م ـ تاریخی                              | بخش مرکزی، دهستان جایدر، روستای سراب جهانگیر                                   | ۲۴۲۷۹     | ۱۳۸۷/۱۰/۱۵ |       |
| ۱۶۲  | پناهگاه صخره‌ای بن بازه ۲            |                | پارینه سنگی جدید ـ هزاره سوم و تاریخی            | بخش مرکزی، دهستان جایدر، روستای چم مهر                                         | ۲۴۲۸۰     | ۱۳۸۷/۱۰/۱۵ |       |
| ۱۶۳  | پناهگاه صخره‌ای انبارگه              |                | تاریخی                                           | بخش مرکزی، دهستان جلوگیری، روستای ده بزرگ کرکی                                 | ۲۴۲۸۱     | ۱۳۸۷/۱۰/۱۵ |       |
| ۱۶۴  | پناهگاه صخره‌ای آوتاف ۵              |                | پارینه سنگی جدید                                 | ۲ کیلومتری شمال شهر پلدختر                                                     | ۲۴۲۸۲     | ۱۳۸۷/۱۰/۱۵ |       |
| ۱۶۵  | پناهگاه صخره‌ای اشکفت دو دردیا       |                | پارینه سنگی جدید ـ مفرغ ـ تاریخی                 | بخش مرکزی، دهستان جایدر، روستای دردیا (کاوه کالی)                              | ۲۴۲۸۳     | ۱۳۸۷/۱۰/۱۵ |       |
| ۱۶۶  | غار خاتون                           |                | پارینه سنگی جدید                                 | بخش مرکزی، دهستان جلوگیر، روستای ده بزرگ کرکی                                  | ۲۴۲۸۴     | ۱۳۸۷/۱۰/۱۵ |       |
| ۱۶۷  | پناهگاه صخره‌ای اشکفت کاوه کالی ۲    |                | پارینه سنگی جدید                                 | بخش مرکزی، دهستان جایدر، روستای دردیا (کاوه کالی)                              | ۲۴۲۸۵     | ۱۳۸۷/۱۰/۱۵ |       |
| ۱۶۸  | گورستان بادامکی                     |                | تاریخی ـ ایلخانی                                 | بخش مرکزی، دهستان میانکوه غربی، روستای بادامکی                                 | ۲۴۲۸۶     | ۱۳۸۷/۱۰/۱۵ |       |
| ۱۶۹  | پناهگاه صخره‌ای چین زال              |                | هزاره ۴ و ۳ ق‌م                                   | بخش مرکزی، دهستان جلوگیر، روستای چین زال                                       | ۲۴۲۸۷     | ۱۳۸۷/۱۰/۱۵ |       |
| ۱۷۰  | گورستان آوتاف                       |                | تاریخی ـ اسلامی ـ سده هفتم                       | ۲ کیلومتری شمال شهر پلدختر                                                     | ۲۴۷۱۰     | ۱۳۸۷/۱۱/۲۷ |       |